# Sirène standard

Une sirène standard est un événement générateur d'ondes gravitationnelles dont la théorie permet d'estimer la forme et l'intensité des ondes émises. L'intensité des ondes observées permet de calculer la distance de l'événement, de la même manière qu'avec les chandelles standard pour les ondes électromagnétiques (céphéides et supernovas de type Ia).
Le concept de sirène standard, conçu dès 1986 et développé dans les années 2005-2013,,,, a été appliqué pour la première fois en 2017. Associé à une mesure indépendante de la vitesse d'éloignement (déduite du décalage vers le rouge), il a fourni une mesure de la constante de Hubble en accord avec les mesures antérieures,,.